# جوزف وارنر

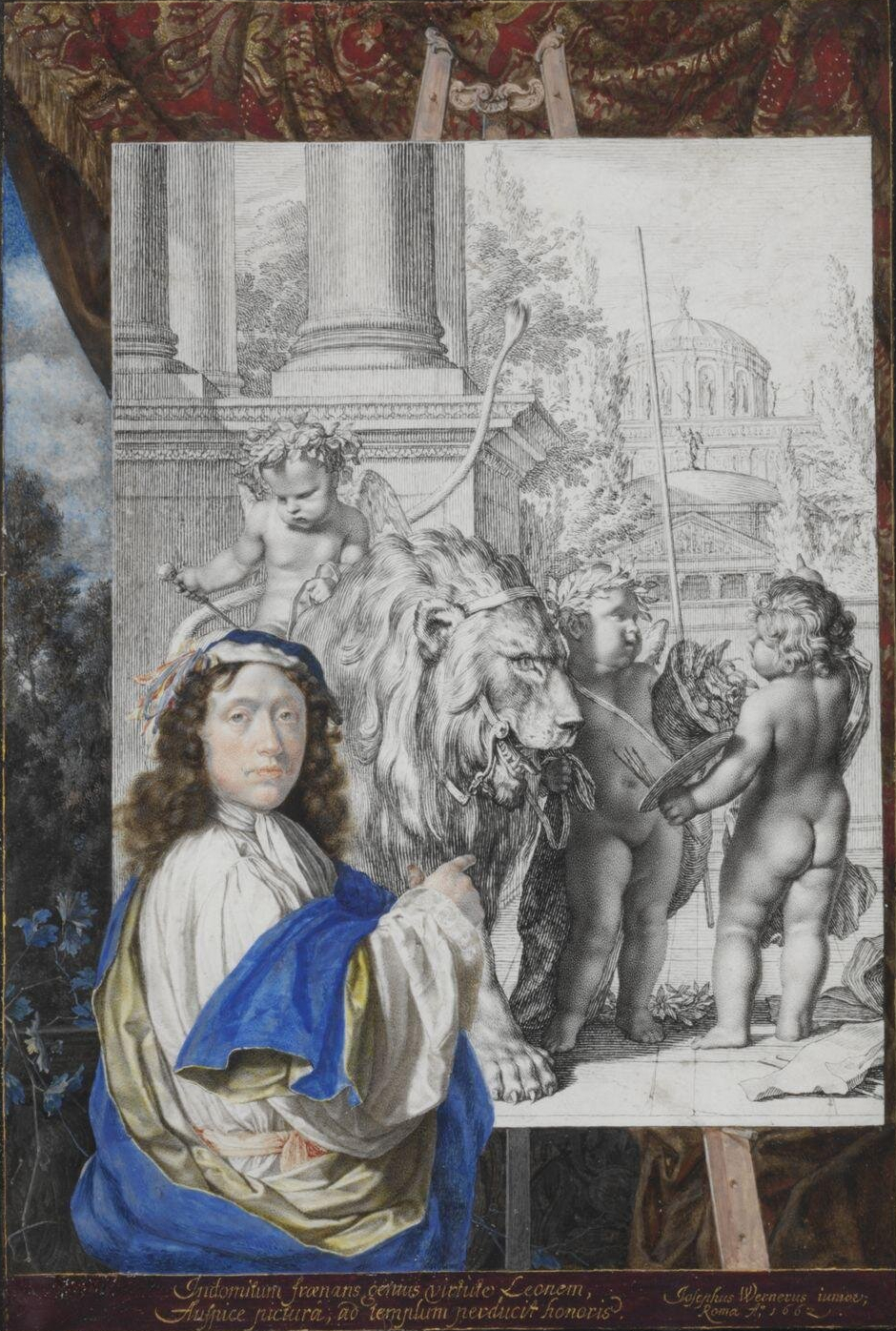
خودنگاره، ۱۶۶۲ میلادی

جوزف وارنر (۲۲ ژوئن ۱۶۳۷ – ۲۱ سپتامبر ۱۷۱۰) نقاش برجسته سوئیسی بود که به خاطر مینیاتورها شهرت داشت. وی به‌عنوان «جوزف وارنر جوان» نیز شناخته می‌شود تا او را از پدر نقاشش که به همین نام بود متمایز کند.
او تحصیلات خود را در فرانکفورت ادامه داد، برای نقاشی به رم رفت و سپس به فرانسه سفر کرد، جایی که در دربار لویی چهاردهم پرتره هایی از خود پادشاه و اطرافیان سرشناسش کشید. او همچنین روی تزئینات کاخ ورسای کار کرد. پس از ترک فرانسه در ۱۶۶۷ میلادی، فریدریش، شاه پروس، وی را به برلین دعوت کرد. او در برلین به عنوان مدیر آکادمی تازه تأسیس هنر پروس منصوب شد. برخی از آثار او در کتابخانه ورشو موجود است.

## گالری آثار

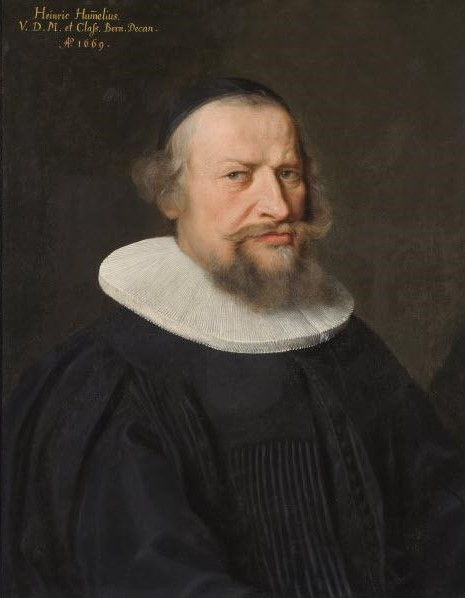
Bildnis Johann Heinrich Hummel
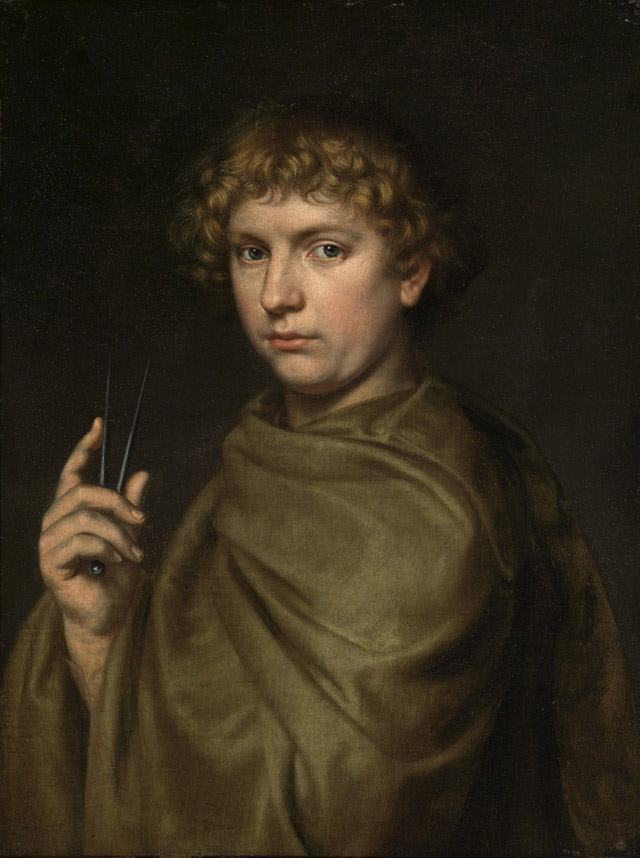
Bildnis eines jungen Architekten in grünem Mantel
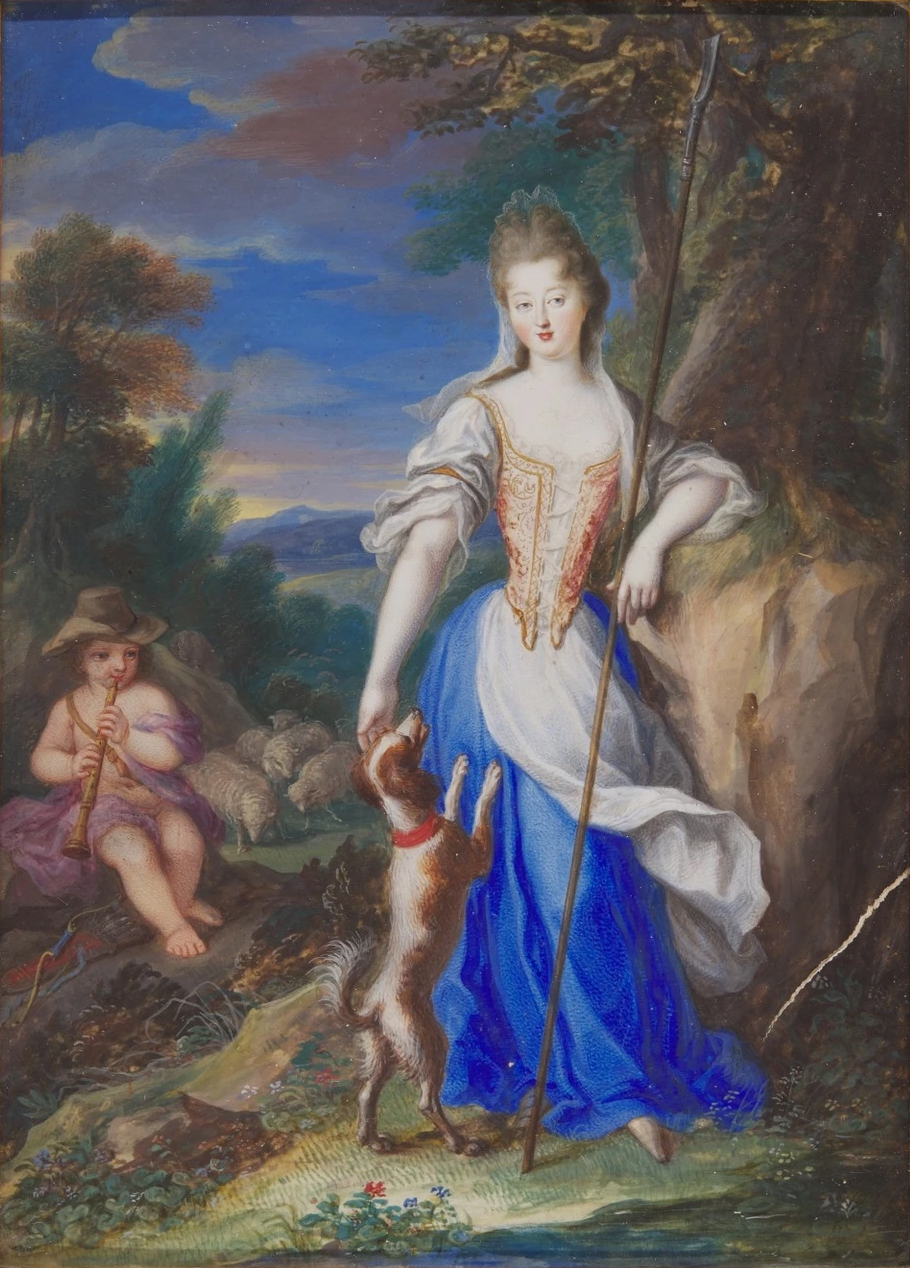
Portrait of a lady in the guise of a shepherdess
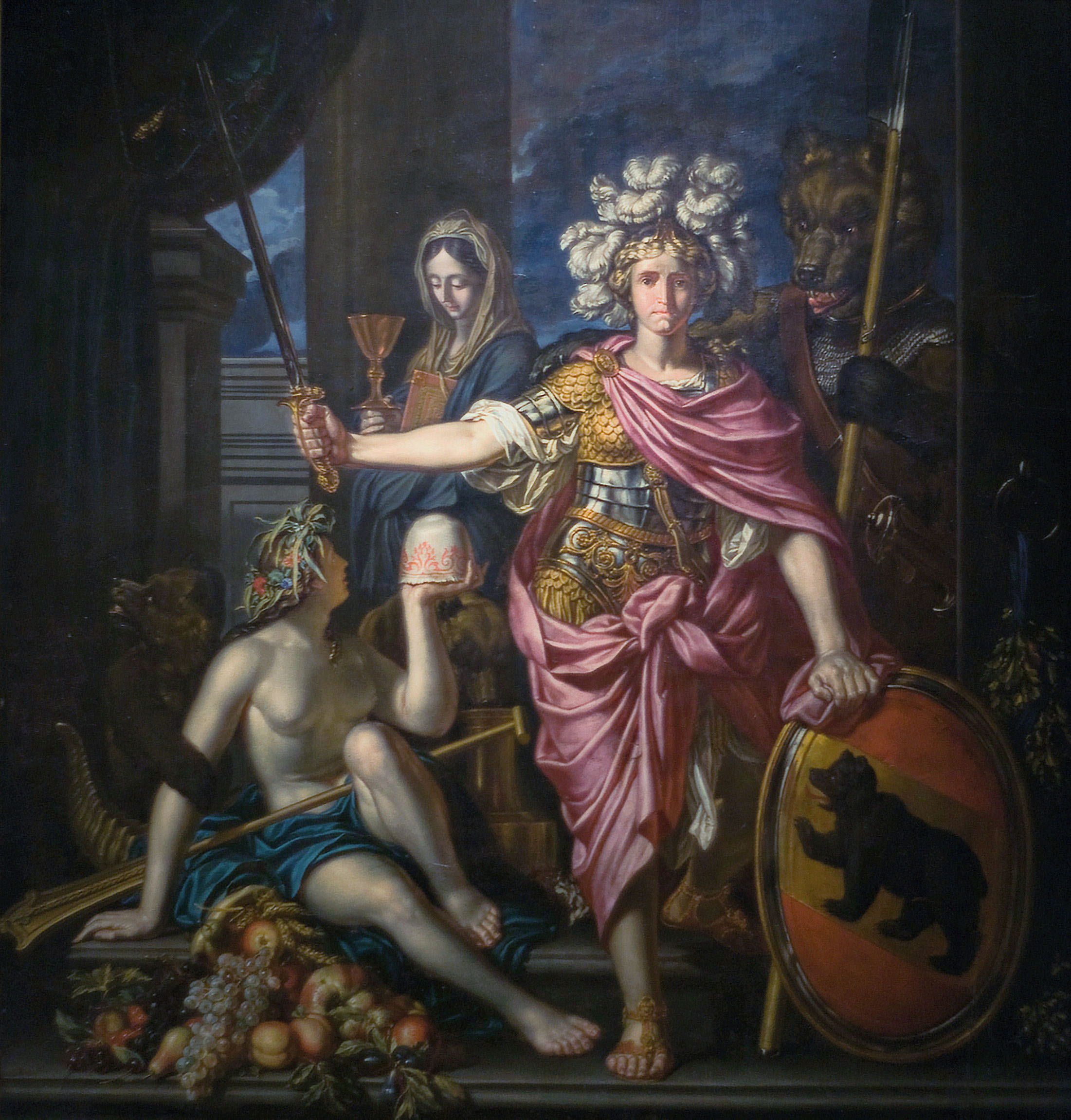
Allegory on the State of Berne